# Diplodia spegazziniana
Diplodia spegazziniana är en svampart som beskrevs av Roum. & Sacc. 1882. Diplodia spegazziniana ingår i släktet Diplodia och familjen Botryosphaeriaceae.   Inga underarter finns listade i Catalogue of Life.